# Graswinkel (Weert)

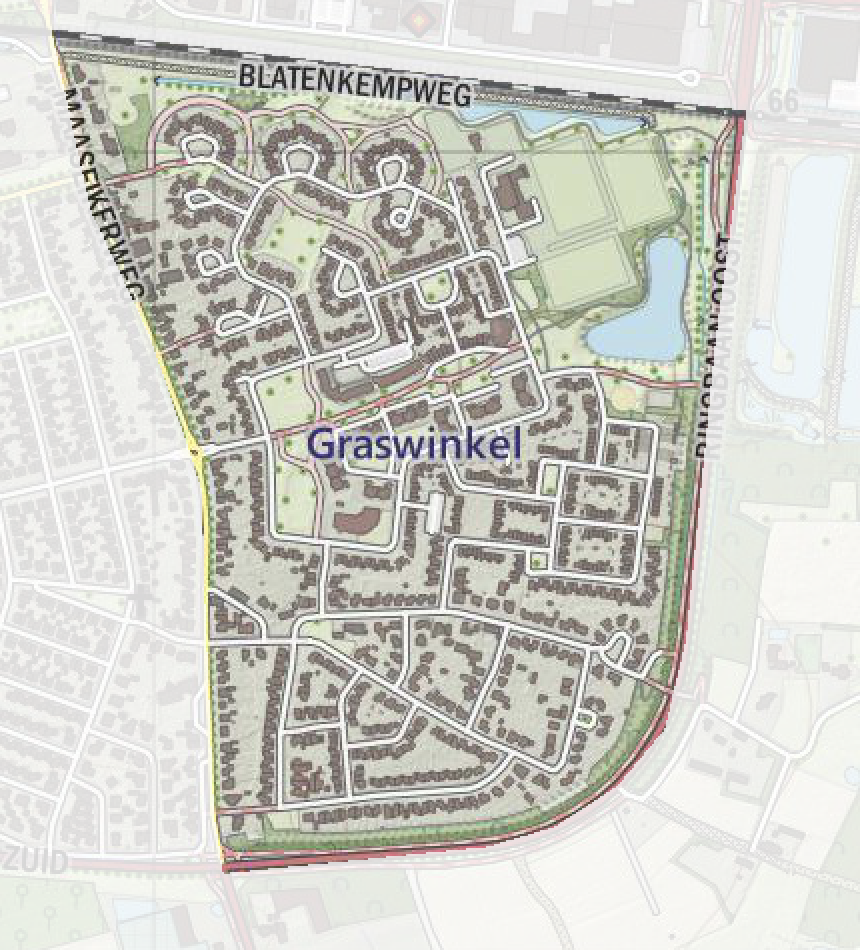
Kaart van (de) Graswinkel (2022)

Graswinkel (Limburgs: Graasweenkel) is een wijk in het zuidoosten van de stad Weert. De wijk werd in de jaren 1980 gebouwd, er wonen ongeveer 2700 mensen.
Vanwege de drassige bodem was het gebied ondanks de nabijheid bij het centrum van Weert lange tijd niet aangewezen voor stadsuitbreiding. Na het sluiten van de Ring Weert en het nemen van afwateringsmaatregelen werd woningbouw mogelijk. Het meest laaggelegen deel van het gebied bleef evenwel onbebouwd en bevat een vijver en een wandelpark.
Graswinkel is grotendeels ontworpen in een zogenoemde bloemkoolwijk structuur. De wijk is daardoor alleen toegankelijk voor bestemmingsverkeer, doorgaand verkeer is niet mogelijk.
Voetbalvereniging MMC Weert heeft haar thuisbasis op het sportpark in de wijk. Verder zijn 'Tennisclub Weert' en handboogvereniging 'De Batavieren' er gevestigd.
Stad: Weert

Kerkdorpen: Altweerterheide · Laar · Stramproy · Swartbroek · Tungelroy 

Buurtschappen: Altweert · Bosven · Breyvin · Castert · Crixhoek · De Berg · De Boberden · De Horst · Dijkerstraat · Hei · Houtbroek · Hushoven · Oud-Boshoven · Rietbroek · Vlootkant · Wisbroek

Woonwijken: Boshoven (Vrakker · Oda · Oud-Boshoven) · Laarveld · Molenakker · Kampershoek · Fatima · Weert-Centrum · Biest · Groenewoud · Leuken (Vrouwenhof · Leuken-Noord) · Keent (Parkhof) · Moesel · Graswinkel · Rond de Kazerne (Altweert · Boshoverbeek) 

Limburg: Steden en dorpen      Nederland: Provincies · Gemeenten